# Танцарела (Бриндизи)
Танцарела (итал. Tanzarella) је насеље у Италији у округу Бриндизи, региону Апулија.
Према процени из 2011. у насељу је живело 55 становника. Насеље се налази на надморској висини од 344 м.